# 高知清掃隊
高知清掃隊（こうちせいそうたい、kochi clean team）は、高知県高知市で活動するボランティア団体。略称はKCT(KOCHI CLEAN TEAM)。

## 概要
ゴミ拾いを主に活動する「清掃活動」、落書消し・側溝清掃を主とする「美化活動」、環境啓発を主とする「環境企画」などの活動をしている。2023年3月までは高知市内の中学校での側溝清掃をメインに活動していた（掃除部）。
2024年3月から新事業「高知まちづくり部」が開始。高知のまちづくり活動を取材し、Youtubeで広報。

## 会員
正規会員・ボランティア会員の2種類がある。

## 沿革
- 2020年10月　令和2年度掃除部結成
- 2021年4月　令和3年度掃除部に変更
- 2022年4月　令和4年度掃除部に変更
- 2023年
  - 1月　高知清掃隊設立案提出
  - 3月　令和4年度掃除部解散
  - 4月　令和5年度高知清掃隊結成(後継団体)
  - 5月　代表交代(掃除部代表から新代表へ)
  - 7月　こうちこどもファンド助成団体へ
  - 11月　担当係新構成　(清掃部・美化部・企画部・製品部)
- 2024年4月　3代目代表着任

## 事業
- 高知まちづくり部
  - 高知で活躍する団体や個人に対して取材をし、公式のYoutube[1]に配信。
- 定期清掃活動
  - 主に高知市内の公園、河川、海岸などを清掃。参加型でだれでも参加できることが特徴[2]。

## 企画
- こうち環境フェア-高知市内で県民を対象に開催された環境啓発イベント